# Les Minutes de Mamiton
Pour plus de détails, voir Fiche technique et Distribution.
Les Minutes de Mamiton est une web-série camerounaise réalisée par Sergio Marcello Fouamno et diffusée en 2018.

## Synopsis
Dans la web-série, Céline Orgelle Kentsop joue le rôle de la belle-mère.

## Fiche technique
- Titre français : Les Minutes de Mamiton
- Réalisation : Sergio Marcello Fouamno

## Distribution
- Céline Orgelle Kentsop : Mamiton